# Oleg Ošenkov
Oleg Aleksandrovič Ošenkov (in russo Олег Александрович Ошенков?, in ucraino Олег Олександрович Ошенков?, Oleh Oleksandrovyč Ošenkov; San Pietroburgo, 27 maggio 1911 – Kiev, 1º gennaio 1976) è stato un allenatore di calcio e calciatore sovietico, di ruolo difensore.

## Palmarès

### Allenatore

#### Competizioni nazionali
- Kubok SSSR: 3

Dinamo Kiev: 1954
Shakhtyor Donetsk: 1961, 1962